# Ciro Verratti
Ciro Verratti (Archi, 1907. augusztus 17. – Milánó, 1971. július 6.) olimpiai és világbajnok olasz tőrvívó, színész.